# Рудольф Ліндт
Рудо́льф Ліндт (нім. Rudolf Lindt, фр. Rodolphe Lindt; 16 липня 1855 — 20 лютого 1909) — швейцарський підприємець і винахідник, засновник торгової марки Lindt.
Народився 16 липня 1855 року в Берні в сім'ї фармацевта і політика Йоганна Рудольфа Ліндта та його дружини Амалії Євгенії Сальхлі. У 1873—1875 роках навчався в Лозанні — у шоколадній компанії синів Шарля Амедея Колера. У 1879 році він заснував власну шоколадну фабрику в Берні.
У грудні 1879 року Ліндт створив пристрій, у якому шоколадна маса перебувала в постійному русі й ставала при цьому м'якою та однорідною, як фондю. Цей шоколад він назвав «фондованим», а сам процес отримав назву «коншування». До того ж винахідник одним із перших виробників шоколаду почав додавати какао-масло знову до шоколадної маси.
У 1899 році Ліндт продав свою фабрику та рецепти компанії Chocolat Sprüngli AG, яка відтоді стала називатися Chocoladefabriken Lindt & Sprüngli AG. За угодою він отримав 1,5 мільйона золотих франків.